# Epiplema rhacina
Epiplema rhacina is een vlinder uit de familie van de uraniavlinders (Uraniidae). De wetenschappelijke naam van de soort is voor het eerst geldig gepubliceerd in 1917 door Swinhoe.